# NGC 3335
NGC 3335 је спирална галаксија у сазвежђу Хидра која се налази на NGC листи објеката дубоког неба.
Деклинација објекта је - 23° 55' 19" а ректасцензија 10h 39m 34,1s. Привидна величина (магнитуда) објекта NGC 3335 износи 13,1 а фотографска магнитуда 14,0. NGC 3335 је још познат и под ознакама ESO 501-71, MCG -4-25-55, AM 1037-233, PGC 31706.